# Isochromodes curvilinea
Isochromodes curvilinea är en fjärilsart som beskrevs av W. Warren 1895. Isochromodes curvilinea ingår i släktet Isochromodes och familjen mätare. Inga underarter finns listade i Catalogue of Life.